# Wallerscheid
Der Hof Wallerscheid ist ein Ortsteil der Gemeinde Lindlar, Oberbergischer Kreis im Regierungsbezirk Köln in Nordrhein-Westfalen (Deutschland).

## Lage und Beschreibung
Wallerscheid liegt im Westen der Gemeinde Lindlar zwischen den Ortschaften Georghausen und Kalkofen. Der Hof liegt an einem Bergrücken am Sülztal und ist über eine Zufahrtsstraße von der K24 zu erreichen.

## Geschichte
Die genaue Datierung der Entstehung dieser Hofschaft fällt schwer. Die Erstbesiedlung erfolgte vermutlich im 10. Jahrhundert vom Fronhof Lindlar oder Dürscheid ausgehend. Nach den ersten Rodungsarbeiten folgte die Entstehung vereinzelter Höfe, die zum größten Teil heute noch existieren.
Aufgrund § 10 und § 14 des Köln-Gesetzes wurde 1975 die Gemeinde Hohkeppel aufgelöst und umfangreiche Teile in Lindlar eingemeindet. Darunter auch Wallerscheid.

## Busverbindungen
Haltestelle Kalkofen:
- SB42 Lindlar – Immekeppel – Moitzfeld – Bensberg – Refrath – Köln Hbf. (RVK)
- 401 Industriegebiet Klause – Lindlar – Waldbruch – Schmitzhöhe – Hommerich – Kürten Schulzentrum (KWS, Schulbus)
- 421 Berg. Gladbach (S) – Bensberg – Moitzfeld – (Herkenrath) – Immekeppel – Schmitzhöhe – Lindlar (RVK, Schulbus)